# Abraham van Westerveld

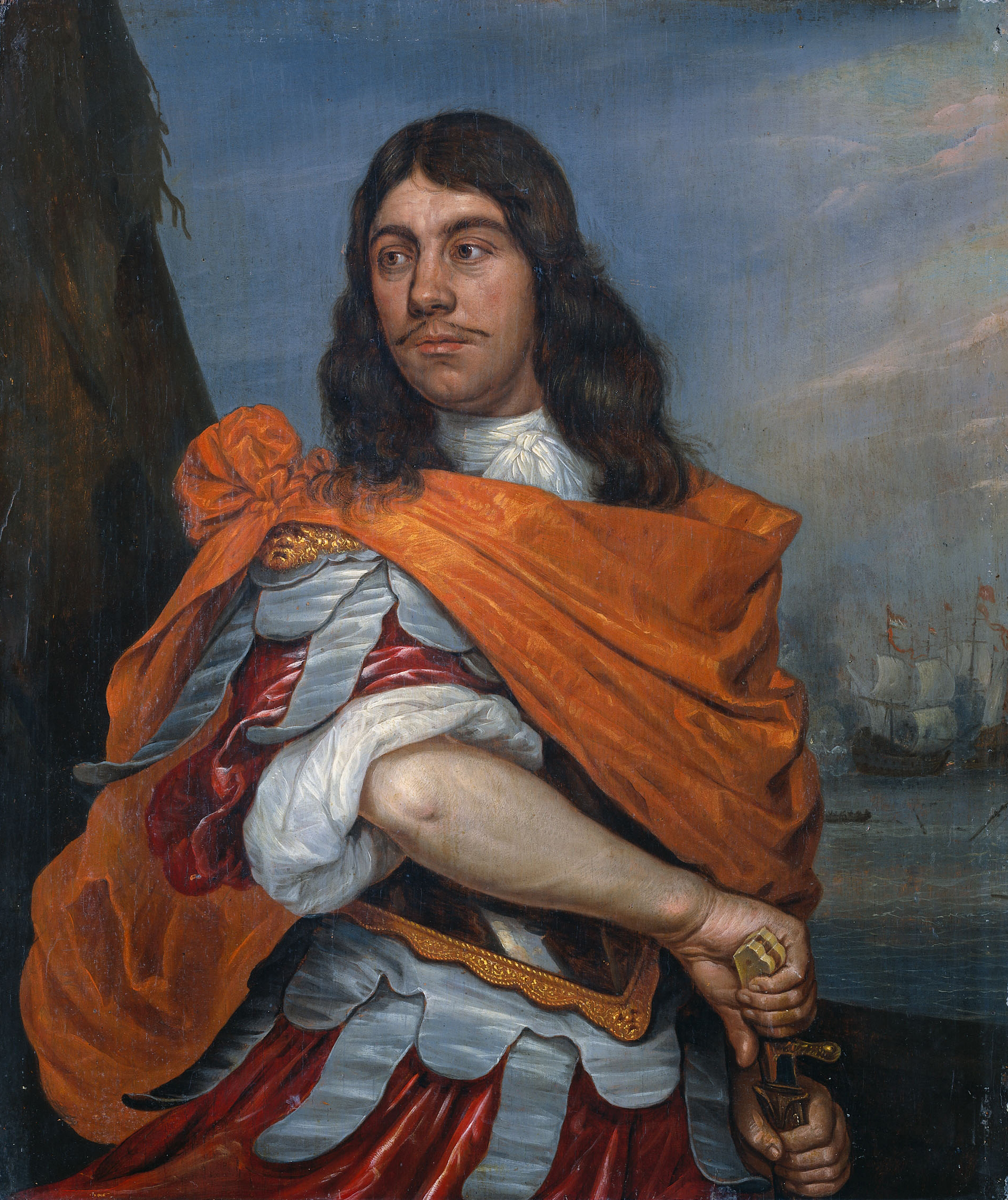
Cornelis Tromp in costume romano (1670-1690)

Abraham Evertsz. van Westerveld,   o Westervelt o Westerveldt o Westerfeldt (1620 circa – Rotterdam, 30 aprile 1692  (sepolto tra il 24 e il 30 aprile)), è stato un pittore, disegnatore e calligrafo olandese del secolo d'oro.

## Biografia
La prima opera datata di quest'artista è del 1647, anno in cui si fa iniziare il suo periodo d'attività. Il 19 marzo 1645 sposò Ariaantje Jans a Rotterdam. Tra il 1647, anno in cui si sposò il 21 maggio per la seconda volta con Annetje Pieters Coelentroever, ed il 1650 operò a Rotterdam. Nel 1650 si trasferì in Lituania, dove rimase fino al 1653, lavorando i primi due anni al servizio di Janusz Radziwill, re di Lituania, e seguendolo nella campagna contro i cosacchi in Polonia. Durante questo periodo ebbe modo di eseguire vedute dei dintorni di Kiev e Danzica. Le opere che realizzò per glorificare le vittorie militare di Radziwill, le scene di guerra, l'arrivo del principe a Kiev sono ora conservate nel castello di Varsavia. Nel 1653 ritornò a Rotterdam dove rimase fino alla morte. Il 6 marzo 1667 si sposò per la terza volta con Ariaentje Cornelis Venendaal, il 3 marzo 1669 sposò a Overschie Anna le Sevyn. Nel 1687 divenne capo della locale Corporazione di San Luca. Ed infine il 21 ottobre 1691 si unì in nozze con Arientje Abrahams den Tret, sposandosi perciò nel corso della sua vita per cinque volte.
Si dedicò principalmente alla rappresentazione di soggetti di genere e storici, paesaggi, ritratti ed architetture, utilizzando solitamente colori a olio. Tra le opere da lui realizzate, come si deduce dall'inventario della sua tenuta, vi sono molti ritratti di ammiragli, probabilmente a causa delle conoscenze nell'ambiente di suo padre, un capitano al servizio del Ministero della Marina, e pannelli ornamentali con iscrizioni e stemmi.
La sua produzione artistica lo fa ritenere un seguace di Anthonie Palamedes.

## Alcune Opere
- Cornelis Tromp in costume romano, olio su tavola, 40 × 33 cm, 1670-1690, Rijksmuseum, Amsterdam
- Ritratto di Jacob van Wassenaer-Obdam, olio su tavola, 39,5 × 30,5 cm, 1650-1660, Rijksmuseum, Amsterdam, firmato al centro a destra A.W.[3]
- Il monastero Mezhyhirskyi, disegno, 1650 circa, distrutto nel 1935[4]